# (5381) Sekhmet
(5381) Sekhmet – planetoida z grupy Atena.

## Odkrycie
Planetoida została odkryta 14 maja 1991 roku w Obserwatorium Palomar przez amerykańską astronom Carolyn Shoemaker. Nazwa planetoidy pochodzi od bogini egipskiej Sechmet. Przed jej nadaniem planetoida nosiła oznaczenie tymczasowe (5381) 1991 JY.

## Orbita
Orbita (5381) Sekhmet jest nachylona do płaszczyzny ekliptyki pod kątem 48,9°. Na jeden obieg wokół Słońca ciało to potrzebuje 337 dni, krążąc w średniej odległości 0,95 j.a. od Słońca. Mimośród orbity tej planetoidy to 0,29.

## Właściwości fizyczne
Sekhmet ma średnicę ok. 1 km. Jej jasność absolutna to 16,5m. Okres obrotu tej planetoidy wokół własnej osi to 2 godziny i 42 minuty. Albedo oceniane jest na 0,25.

## Satelita planetoidy
Na podstawie obserwacji radarowych wykonanych w Arecibo Observatory w Portoryko w dniach pomiędzy 8 a 11 maja 2003 roku odkryto w pobliżu tej asteroidy małego naturalnego satelitę o średnicy szacowanej na 0,3 km. Odkrycia tego dokonali M.C. Nolan, E.S. Howell, A.S. Rivkin i C D. Neish.
Obydwa składniki układu obiegają wspólny środek masy w czasie ok. 12 i pół godziny. Średnia odległość obydwu składników od siebie to ok. 1,5 km. Okres rotacji księżyca Sekhmet szacuje się na 10±2 godziny.
Oznaczenie prowizorycznie satelity to S/2003 (5381) 1.